# Sensors
Sensors ist eine wissenschaftliche Fachzeitschrift, die vom MDPI-Verlag nach dem Open-Access-Modell veröffentlicht wird. Die erste Ausgabe erschien im Jahr 2001. Derzeit erscheint die Zeitschrift mit 12 Ausgaben im Jahr. Es werden Artikel veröffentlicht, die sich mit dem Einsatz von chemischen Messfühlern beschäftigen.
Der Impact Factor lag im Jahr 2019 bei 3,275. Nach der Statistik des Web of Science wurde das Journal 2014 in der Kategorie analytische Chemie an 31. Stelle von 74 Zeitschriften, in der Kategorie Elektrochemie an 14. Stelle von 28 Zeitschriften und in der Kategorie  Instrumente & Instrumentierung an zehnter Stelle von 56 Zeitschriften geführt.